# Brachytrupes membranaceus
Brachytrupes membranaceus is een rechtvleugelig insect uit de familie krekels (Gryllidae). De wetenschappelijke naam van deze soort is voor het eerst geldig gepubliceerd in 1770 door Drury.